# Mreža najstarijih europskih gradova
Mreža najstarijih europskih gradova (MAETN, engl. Most Ancient European Towns Network) je radna skupina najstarijih gradova u Europi. Osnovana je 1994. s idejom koja je došla iz grada Arga u Grčkoj, a predstavljena je Europskoj uniji. Cilj skupine je način raspravljanja o problemima gradova, poput arheoloških istraživanja, turizma i inkorporiranja spomenika u urbano planiranje.

## Članovi
Članovi uključuju sljedeće gradove. Predsjedništvo u grupi rotira se među članovima.
- Arg (Grčka)
- Beziers (Francuska)
- Cadiz (Španjolska)
- Colchester (Velika Britanija)
- Cork (Irska)
- Évora (Portugal)
- Maastricht (Nizozemska)
- Roskilde (Danska)
- Tongeren (Belgija)
- Worms (Njemačka)

Prvi sastanak održavao se od 22. do 26. lipnja 1994.

## Vanjske poveznice
- Web stranice Wormsa  Arhivirana inačica izvorne stranice od 30. prosinca 2012. (Wayback Machine) (njemački)
- Vijeće Europe
- Arhiv web stranica MAETN-a
- Njemačka wikipedija